# Kalabari (peuple)
Pour les articles homonymes, voir Kalabari.
Les Kalabari (ou Calabari) sont une population d'Afrique de l'Ouest, vivant principalement au sud du Nigeria (traditionnellement dans le royaume Kalabari), également au Ghana. Ils sont considérés comme un sous-groupe des Ijaw.

## Langue
Leur langue est le kalabari, une langue nigéro-congolaise de la branche des langues ijoïdes.

## Culture

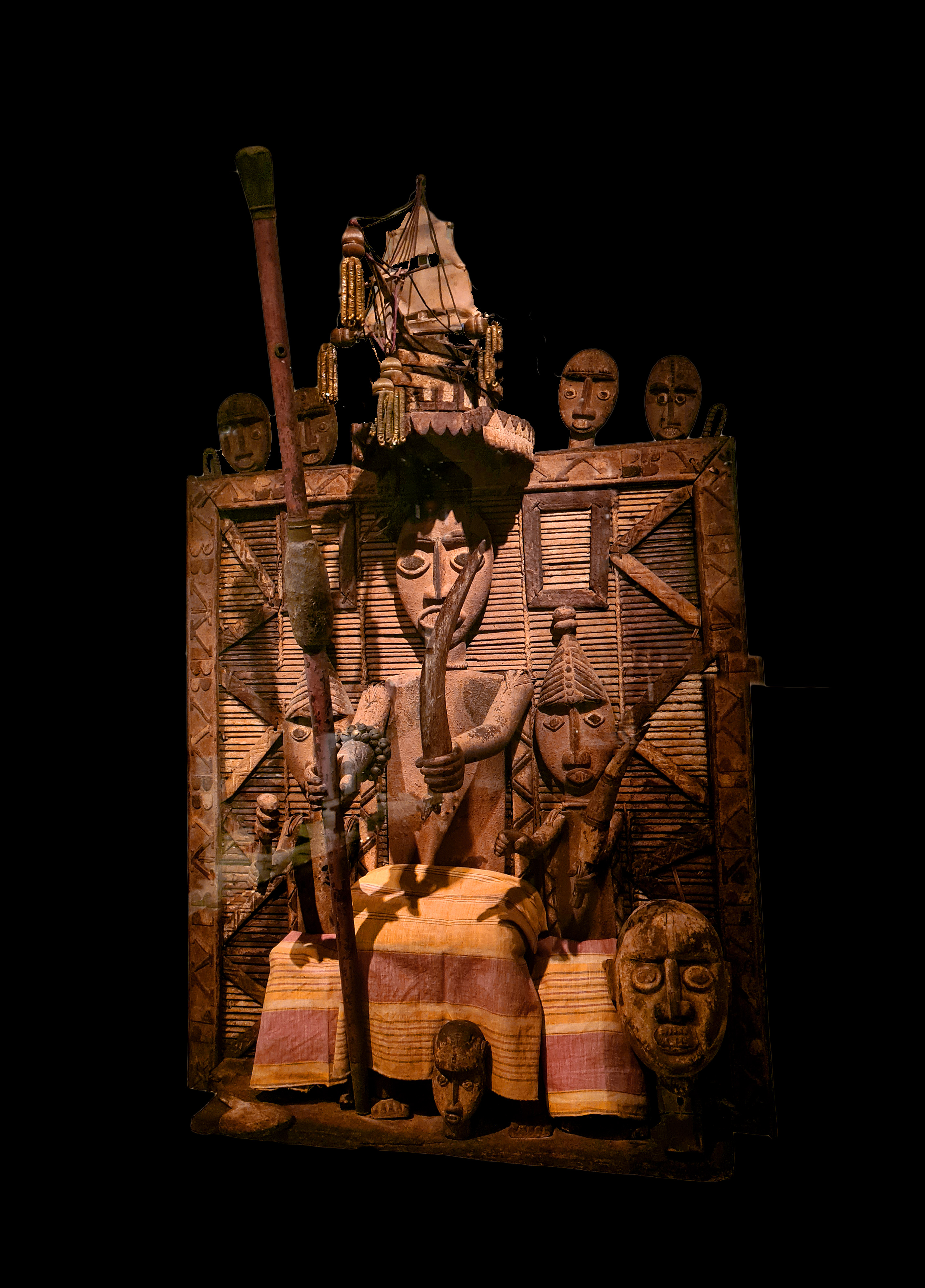
Duein Fubara
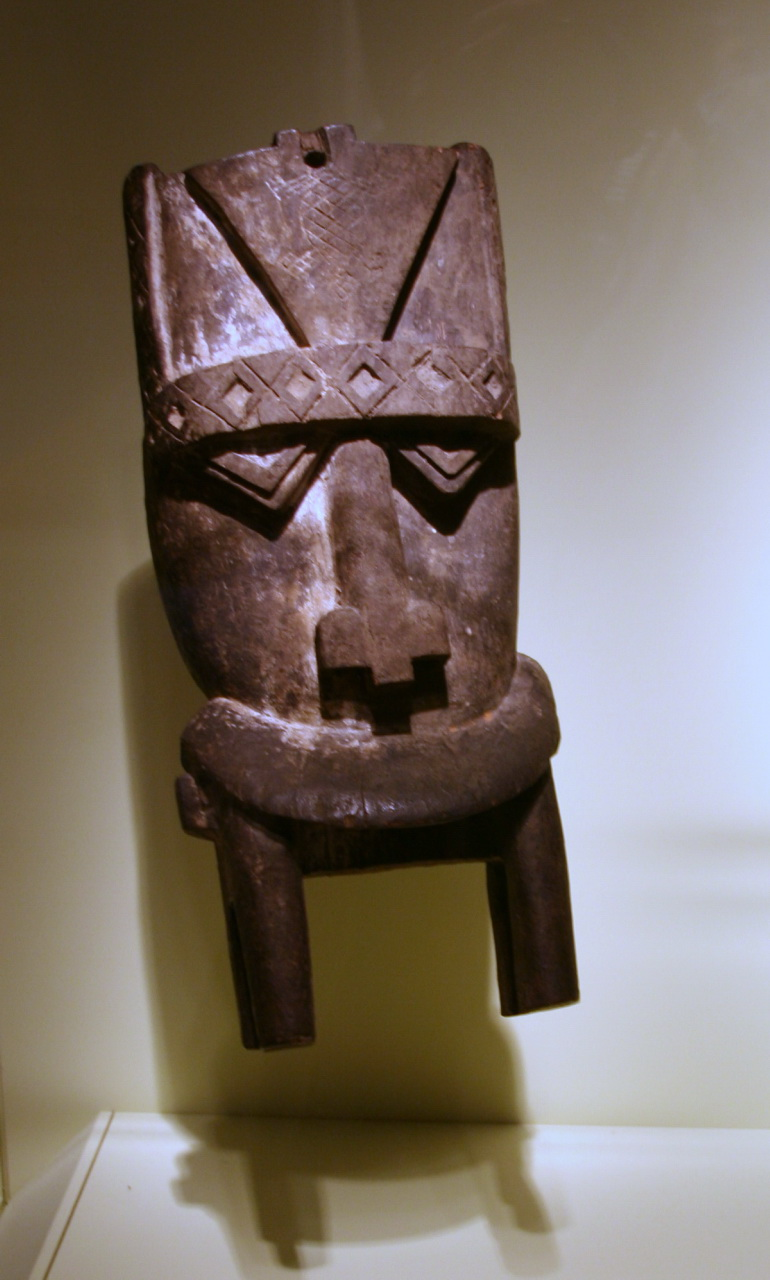
Masque
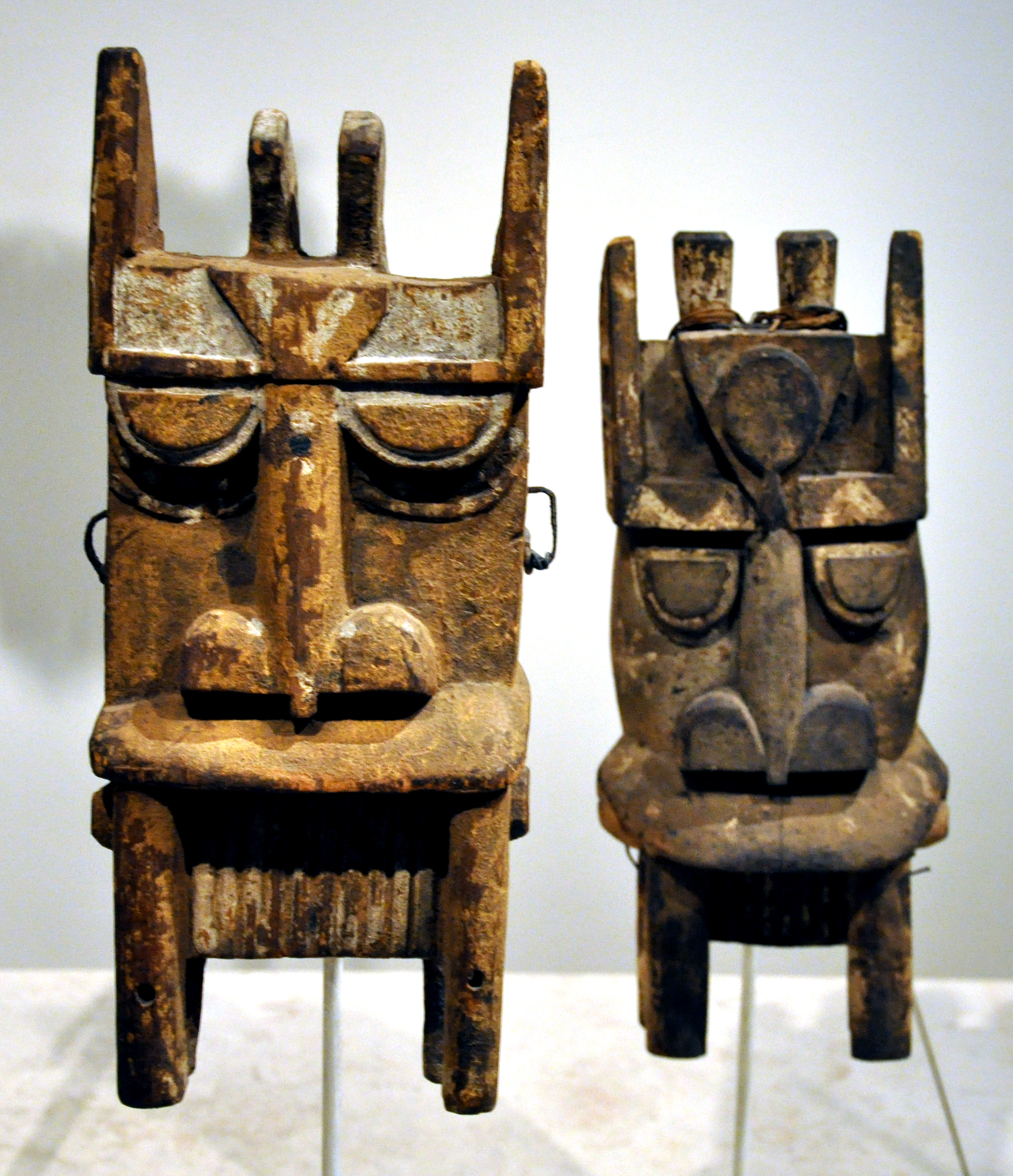
Masque otobo (hippopotame)
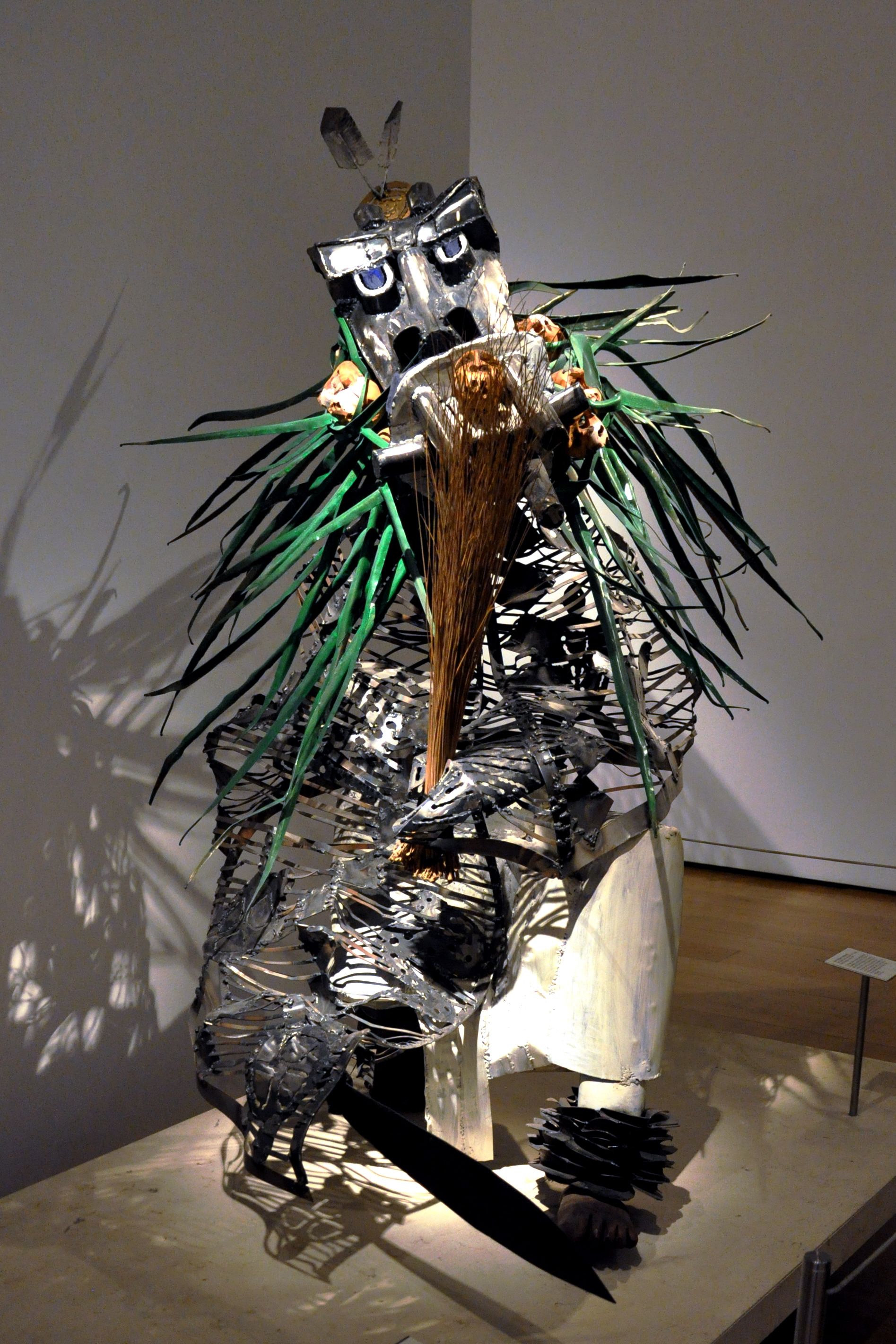
Masque otobo (hippop.)
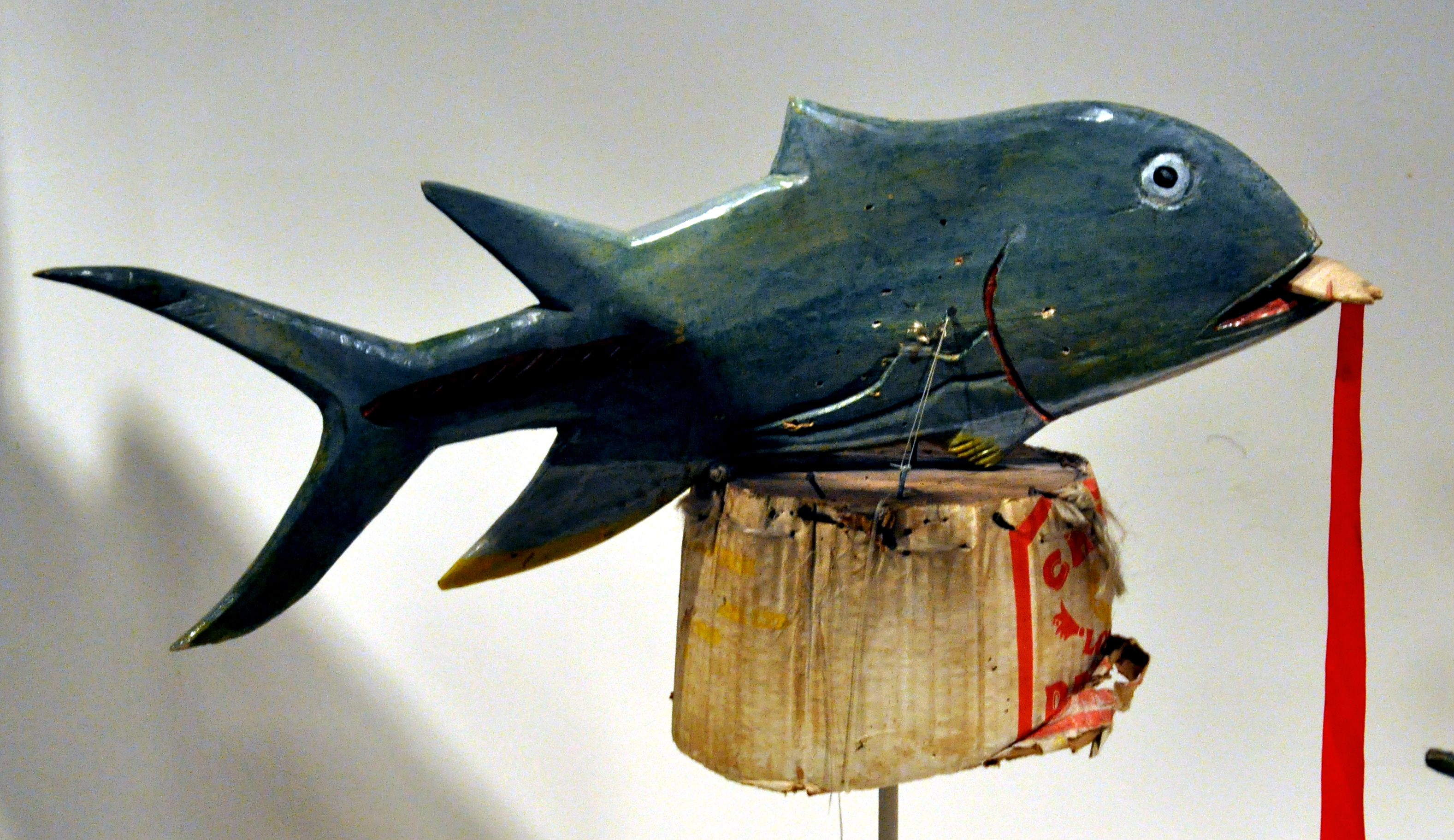
Masque cimier (poisson)
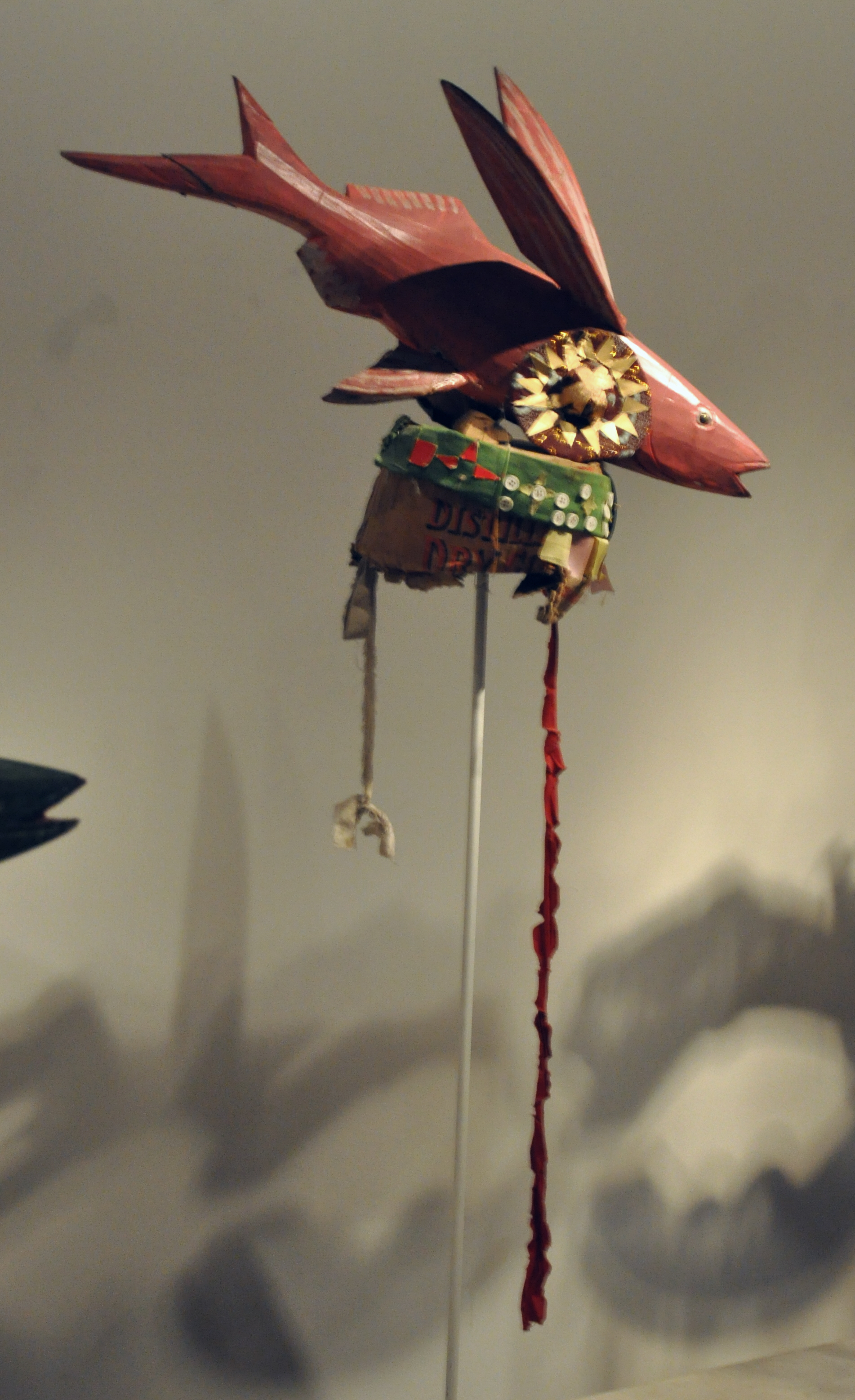
Masque cimier (poisson)